# دين غوردون
دين غوردون (بالإنجليزية: Dean Gordon)‏ (10 فبراير 1973 في المملكة المتحدة - ) هو مدرب كرة قدم ولاعب كرة قدم بريطاني في مركز الدفاع. شارك مع منتخب إنجلترا تحت 21 سنة لكرة القدم. أما مع النوادي، فقد لعب مع غريمسبي تاون وكارديف سيتي وكريستال بالاس وكوفنتري سيتي ونادي أبويل ونادي أوكلاند سيتي ونادي بلاكبول ونادي ريدنغ ونادي ليويس ونادي ميدلزبره وIlkeston F.C. ‏ وويتبي تاون ‏ ووركشوب تاون ‏ وإيكستون تاون ‏ وAlbany United ‏ ونادي توركي يونايتد وكروك تاون ‏ ونادي ووركينغتون وGlapwell F.C. ‏ وNew Zealand Knights FC ‏ وThornaby F.C. ‏.

## وصلات خارجية
- دين غوردون على موقع قاعدة بيانات كرة القدم.إي يو (الإنجليزية)
- دين غوردون على موقع Soccerbase.com (لاعب) (الإنجليزية)
- دين غوردون على موقع عالم كرة القدم.نت (الإنجليزية)